# همت‌آباد (قم)
همت‌آباد، روستایی است از توابع بخش خلجستان در استان قم ایران.

## جمعیت
این روستا در بخش خلجستان قرار دارد و بر اساس سرشماری مرکز آمار ایران در سال ۱۳۸۵، جمعیت آن ۸۶ نفر (۲۷خانوار) بوده‌است.